# 下薩加里夫卡
51°1′13″N 33°54′27″E / 51.02028°N 33.90750°E
下薩哈里夫卡（羅馬化：Nyzhnia Saharivka）是位於烏克蘭東北部的村莊，由蘇梅州科諾托普區的布林市鎮負責管轄。該村分別距離霍斯特雷什皮利1公里、蘇霍韋爾希夫卡1.5公里和庫布拉科韋3公里，海拔高度137米，2001年人口192。